# James Rector
James Rector, född 22 juni 1884 i Hot Springs, död 10 mars 1949 i Hot Springs, var en amerikansk friidrottare.
Rector blev olympisk silvermedaljör på 100 meter vid sommarspelen 1908 i London.